# Herrería
Herrería település Spanyolországban, Guadalajara tartományban. Herrería Rillo de Gallo, Corduente és Pardos, Guadalajara községekkel határos. Lakosainak száma 17 fő (2024).

## Népesség
A település népessége az utóbbi években az alábbiak szerint változott:
| Lakosok száma | 39   | 34   | 27   | 21   | 24   | 20   | 24   | 30   | 26   | 17   |
|               | 2001 | 2004 | 2006 | 2009 | 2011 | 2014 | 2016 | 2019 | 2021 | 2024 |